# Christoph Felsenstein
Christoph Felsenstein (* 18. September 1946 in Berlin) ist ein Schauspieler und Nautiker. Sein Vater war Walter Felsenstein, der Gründer und langjährige Intendant der Komischen Oper Berlin. Sein Bruder war Johannes Felsenstein (1944–2017), sein Halbbruder war Peter Brenner (1930–2024). Obwohl er in Berlin aufwuchs, hatte er durch seinen Vater ab Geburt die österreichische Staatsbürgerschaft.
Sein Filmdebüt gab Felsenstein 1972 als Karl-Heinz in dem Fernsehfilm Federlesen – Bilder aus dem Leben eines Einfallsreichen. Es folgten weitere Fernsehfilme, wie Zerfall einer Großfamilie,  Heinrich Zille und Heroin 4 sowie Fernsehserien wie Liebling Kreuzberg, Der Landarzt, Für alle Fälle Stefanie und Mona M. – Mit den Waffen einer Frau. Letztmals trat er 2005 für die ARD-Reihe Unter weißen Segeln vor die Kamera. Als Theaterschauspieler war er auf Bühnen in Berlin, Hamburg und Salzburg zu sehen.
Felsenstein ist ausgebildeter Kapitän, 1989 wurde er an der Ingenieurhochschule für Seefahrt Warnemünde/Wustrow zum Dr.-Ing. promoviert. Thema seiner Dissertation war die Sichere und effektive Schiffsführung durch die Vereisungsgebiete um Neufundland. Einige Jahre war er als Kapitän von Fracht- und Kreuzfahrtschiffen tätig. Von 2001 bis 2014 lehrte Felsenstein am Bereich Seefahrt der Hochschule Wismar (in Rostock-Warnemünde). Er arbeitete dort an verschiedenen Forschungsprojekten zum Thema Schiffssimulation und Schiffssicherheit und wirkte an der Entwicklung des weltweit ersten Safety and Security Simulators (SST) mit. Im Ruhestand lebt er in Berlin-Dahlem und verwaltet das Ferienhaus seiner Familie auf der Ostseeinsel Hiddensee.

## Filmografie (Auswahl)
- 1972: Federlesen – Bilder aus dem Leben eines Einfallsreichen
- 1972: Auf Befehl erschossen – Die Brüder Sass, einst Berlins große Ganoven
- 1974: Zerfall einer Großfamilie
- 1975: Im Werk notiert
- 1976: Abschied von Gabriele
- 1976: Die Tannerhütte
- 1977: Heinrich Zille
- 1978: Heroin 4
- 1988–1998: Liebling Kreuzberg
- 1990: Der Landarzt
- 1993: Zwei Halbe sind noch lange kein Ganzes
- 1995: Der Clan der Anna Voss
- 1995–1998: Für alle Fälle Stefanie
- 1996: Mona M. – Mit den Waffen einer Frau
- 2005: Unter weißen Segeln – Abschiedsvorstellung